# Guntupalli
Guntupalli (IAST: Gunṭupalli) là một thị trấn census town thuộc huyện Krishna, bang Andhra Pradesh. It is a suburb of Vijayawada.